# Южный сельсовет (Целинный район)
Ю́жный сельсовет — упразднённые административно-территориальная единица и муниципальное образование со статусом сельского поселения в составе Целинного района Курганской области.
Административный центр — село Костыгин Лог.
Законом Курганской области от 29.06.2021 № 73 к 9 июля 2021 года сельсовет упразднён в связи с преобразованием муниципального района в муниципальный округ.

## История
В соответствии с Законом Курганской области от 6 июля 2004 года № 419 сельсовет наделён статусом сельского поселения.

## Население
| 1989  | 2002  | 2004  | 2010  | 2012  | 2013  | 2014  |
| ----- | ----- | ----- | ----- | ----- | ----- | ----- |
| 1699  | ↗1745 | ↘1711 | ↘1226 | ↘1141 | ↘1102 | ↘1064 |
| 2015  | 2016  | 2017  | 2018  | 2019  | 2020  |       |
| ↘1006 | ↘975  | ↘960  | ↘938  | ↘913  | ↘893  |       |

## Состав сельского поселения
| № | Населённый пункт | Тип населённого пункта       | Население |
| - | ---------------- | ---------------------------- | --------- |
| 1 | Зелёная Сопка    | деревня                      | ↘149      |
| 2 | Костыгин Лог     | село, административный центр | ↘833      |
| 3 | Марс             | деревня                      | ↘148      |
| 4 | Пруды            | деревня                      | ↘96       |